# Santana do Paraíso (ort)
Santana do Paraíso är en ort i Brasilien.   Den ligger i kommunen Santana do Paraíso och delstaten Minas Gerais, i den sydöstra delen av landet, 700 km sydost om huvudstaden Brasília. Santana do Paraíso ligger 566 meter över havet och antalet invånare är 25 515.
Terrängen runt Santana do Paraíso är kuperad åt nordväst, men åt sydost är den platt. Terrängen runt Santana do Paraíso sluttar österut. Runt Santana do Paraíso är det mycket tätbefolkat, med 1 266 invånare per kvadratkilometer.. Närmaste större samhälle är Ipatinga, 12,1 km söder om Santana do Paraíso.
Omgivningarna runt Santana do Paraíso är huvudsakligen savann.